# 1675
1675 (MDCLXXV) je bilo navadno leto, ki se je po gregorijanskem koledarju začelo na torek, po 10 dni počasnejšem julijanskem koledarju pa na petek.

## Dogodki
- - ustanovijo Kraljevi observatorij Greenwich

## Rojstva
- 11. oktober - Samuel Clarke, angleški filozof († 1729)

## Smrti
- oktober - James Gregory, škotski matematik, astronom (* 1638)
- Gregor I. Gika, vlaški knez (* 1628)